# Луркер, Отто
Отто Луркер (нем. Otto Lurker; 28 июля 1896, Оффенбург, Королевство Вюртемберг, Германская империя — 20 апреля 1949, Любляна, Югославия) — штандартенфюрер СС, командир полиции безопасности и СД в Мариборе, тюремный надзиратель Адольфа Гитлера во время его заключения в Ландсбергской тюрьме.

## Биография
Отто Луркер родился 28 июля 1896 года в округе Оффенбурга Грисхайм. Участвовал в Первой мировой войне. Изначально служил в 7-й роте 172-го пехотного полка, был легко ранен весной 1915 года. В конце лета того же года был тяжело ранен, когда был в составе 40-го запасного пехотного полка. После окончания школы поступил на службу в пенитенциарные учреждения. В 1924 году был назначен тюремным надзирателем в Ландсбергскую тюрьму, где был охранником Адольфа Гитлера, Рудольфа Гесса и других нацистских руководителей, отбывавших там заключение после неудачного Пивного путча в ноябре 1923 года. Впоследствии был переведён в тюрьму Цвайбрюкена.
1 апреля 1929 года вступил в НСДАП (билет № 125205). 18 января 1930 года был зачислен в ряды СС (№ 3769). В 1933 году опубликовал книгу «Гитлер за крепостной стеной» (нем. Hitler hinter Festungsmauern), в которой изложил свои воспоминания о заключении Гитлера в Ландсбергской тюрьме. Хотя книга отличается однозначно национал-социалистической позицией, ей традиционно придается значительная источниковедческая ценность, поскольку в ней перепечатаны или процитированы многочисленные оригинальные досье и другие документы времен пребывания Гитлера в тюрьме, которые не сохранились в других местах.
8 мая 1934 года присоединился к аппарату СД. В марте 1935 года в звании гауптштурмфюрера СС стал начальником унтерабшнита СД «Саар» в Саарбрюккене. В 1938 году стал начальником унтерабшнита СД «Баден». В 1939 году создал абшнит СД в Граце, руководителем которого являлся до января 1944 года. Во время Второй мировой войны занимал пост командира полиции безопасности и СД в Нижней Штирии. Луркер был одним из главных участников военных преступлений против населения в оккупированной немцами Словении. После вторжения в Югославию он подписал более 1000 смертных приговоров в Мариборе/Марбург-ан-дер-Драу. 20 декабря 1942 по 13 марта 1943 года был командиром полиции безопасности и СД в Мариборе. 5 января 1944 года был переведён в управление IV в Главном управлении имперской безопасности (РСХА).
После войны Луркер был заключён в тюрьму Любляны и предан суду как руководитель службы безопасности СС в Нижней Штирии. 20 января 1949 года был приговорён к смертной казни через повешение. 20 апреля 1949 года умер в тюрьме в Любляне.

## Работы
- Гитлер за крепостными стенами. Изображение из пасмурных дней. (нем. Hitler hinter Festungsmauern. Ein Bild aus trüben Tagen), 1933.